# Haakon VII – Norges konge i tid og fred
Haakon VII – Norges konge i tid og fred är en norsk svartvit dokumentär från 1952 i regi av Titus Vibe-Müller. Filmen gjordes med anledning av kung Haakon VII av Norges 80-årsdag och skildrar dennes liv från 1905 till 1952. Den producerades av Statens filmarkiv och Norsk Film A/S.